# Les Larmes d'une femme
Pour plus de détails, voir Fiche technique et Distribution.
Les Larmes d'une femme (女人哀愁, Nyonin aishū) est un film japonais réalisé par Mikio Naruse, sorti en 1937.

## Synopsis
Hiroko est vendeuse dans une librairie. Elle accepte un mariage arrangé, le futur mari Shin’ichi semble être une bonne personne et sa famille est aisée. Après le mariage, Hiroko quitte son travail et s’installe auprès de son mari dans la maison de ses beaux-parents où vivent également le petit frère de Shin’ichi et Michiko, l’une de ses deux sœurs.
Cependant, elle ne pas tarde pas à déchanter, elle est traitée comme une domestique par toute la famille adoptive : elle est cuisinière, femme de chambre, concierge, fait les courses, aide son jeune beau-frère à faire ses devoirs, masse son beau-père. Son mari ne s'intéresse pas à elle, il rentre tard de son travail et il la réprimande lorsqu'elle rencontre son confident et ami d'enfance, son cousin Ryosuke.
Yoko, l’autre sœur de Shin’ichi, s’est installée avec Masuda sans l'approbation de ses parents, mais le quitte ensuite, incapable de s'habituer à un niveau de vie inférieur à celui de sa famille d'origine et lui trouvant un manque de courage. Hiroko, sentant que Masuda ressent un amour sincère pour Yoko, agit en tant qu'intermédiaire entre lui et sa belle-sœur, qui cependant ne veut pas le revoir.
Masuda qui vient de voler de l’argent dans les caisses de son entreprise tombe sur Hiroko au téléphone, il lui demande d’indiquer à Yoko l’adresse de l’hôtel dans lequel il l’attend. Tandis que Yoko part retrouver Masuda, Hiroko refuse de révéler l'emplacement de la cachette de Masuda à Shin’ichi qui veut le dénoncer, et lorsque son mari menace de la chasser de la maison, elle a déjà pris sa propre décision et le quitte, retournant vivre auprès de sa mère.

## Fiche technique

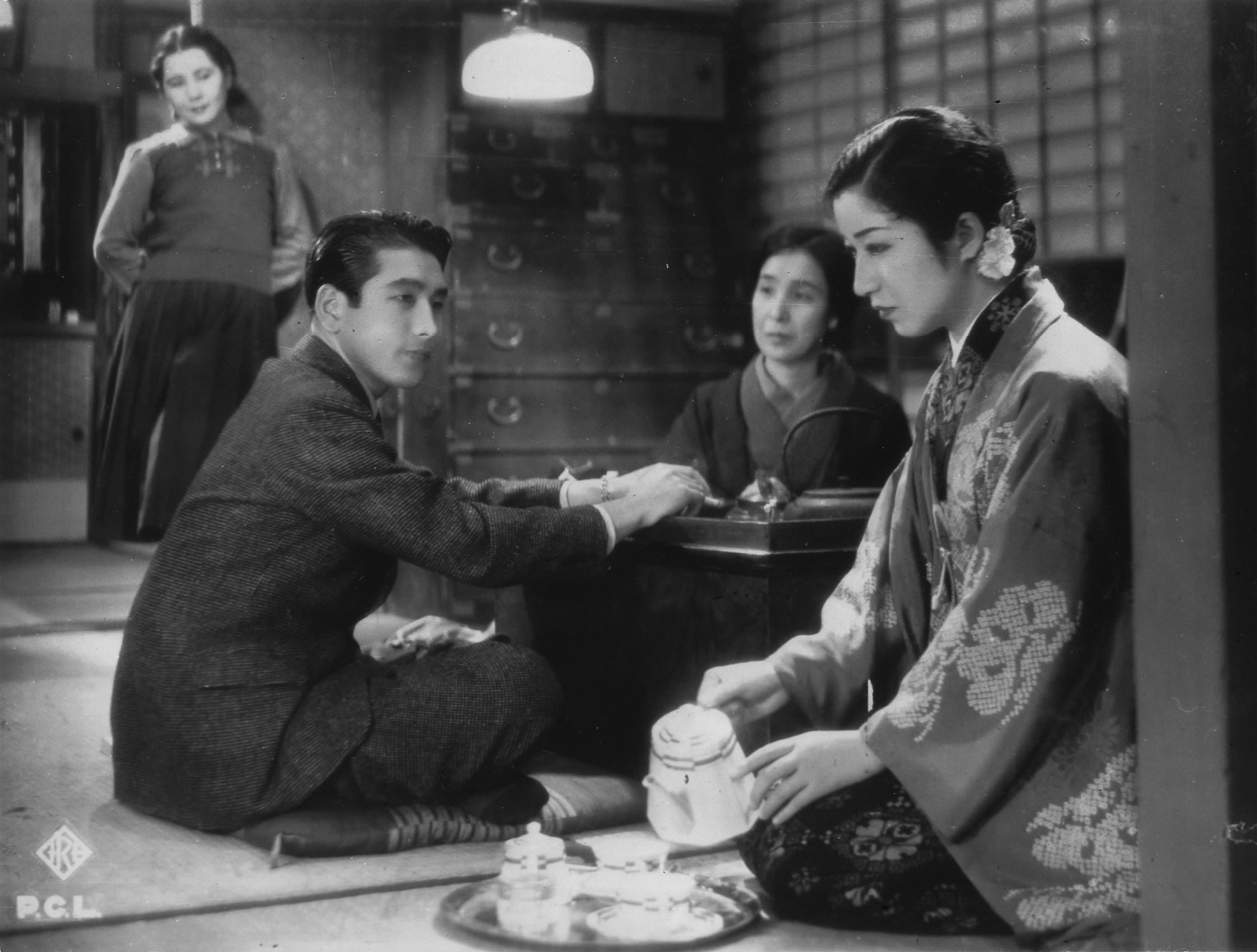
(g. à d.) Masako Tsutsumi, Hideo Saeki, Namiko Hatsuse et Takako Irie.

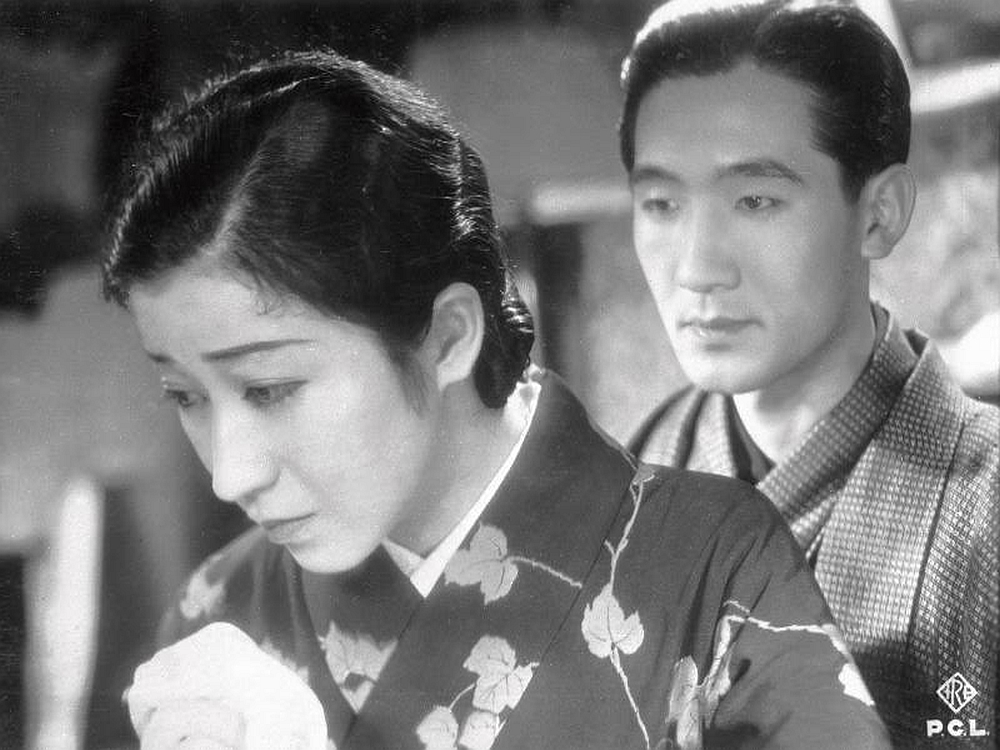
Takako Irie et Hyō Kitazawa.

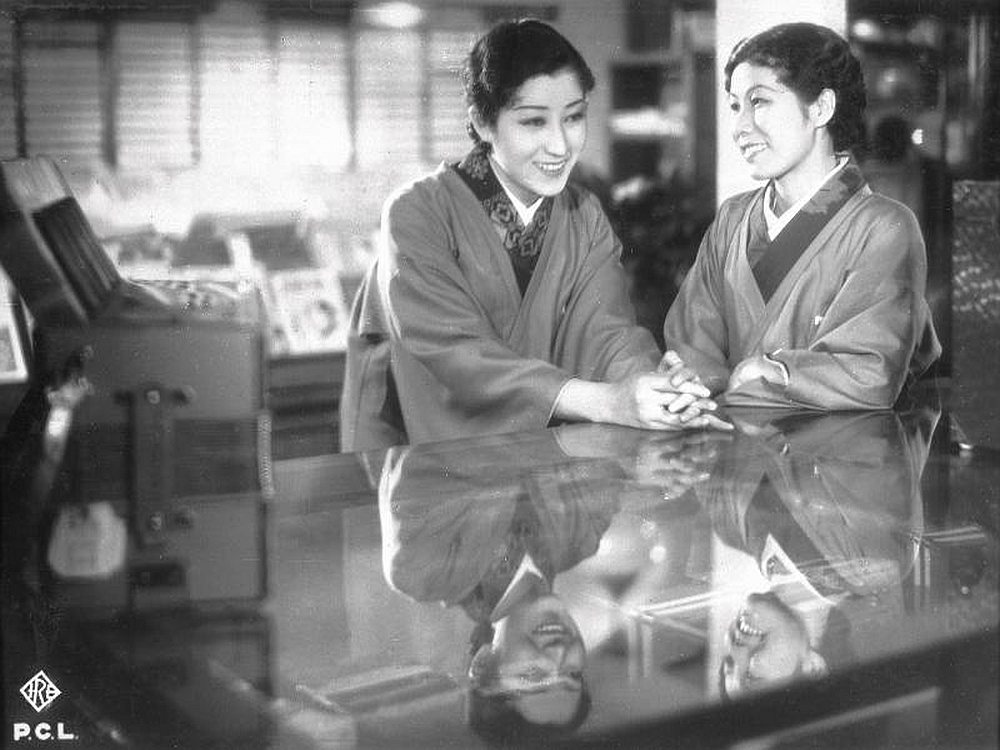
Takako Irie et Chizuko Kanda.

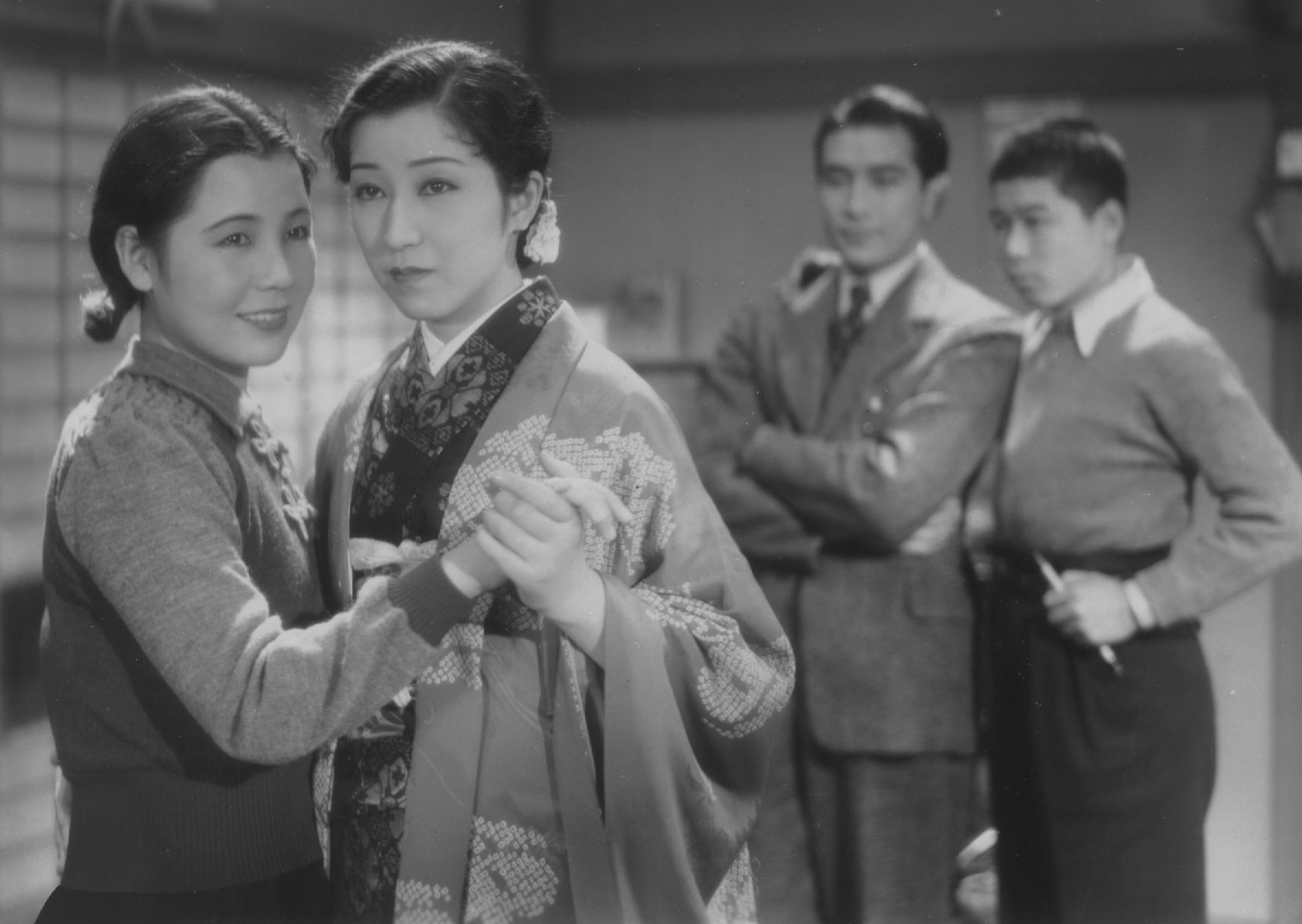
(g. à d.) Masako Tsutsumi, Takako Irie, Hideo Saeki et Kaoru Itō.

- Titre français : Les Larmes d'une femme
- Titre original : 女人哀愁 (Nyonin aishū?)
- Réalisation : Mikio Naruse
- Scénario : Mikio Naruse et Chikao Tanaka (en)
- Photographie : Mitsuo Miura
- Musique : Yoshi Eguchi (ja)
- Décors : Masao Totsuka
- Montage : Kōichi Iwashita (ja)
- Société de production : P.C.L.
- Pays d'origine :  Empire du Japon
- Langue originale : japonais
- Format : noir et blanc - 1,37:1 - 35 mm - mono
- Genre : drame
- Durée : 74 minutes[1] (métrage : 8 bobines - 2 023 m[1])
- Date de sortie : 
  - Empire du Japon : 21 janvier 1937[1]

## Distribution
- Takako Irie : Hiroko
- Kaoru Itō (ja) : Masao, son frère
- Namiko Hatsuse : sa mère
- Hideo Saeki (ja) : Ryosuke Kitamura, son cousin
- Masako Tsutsumi (ja) : Yoshiko, la sœur de Ryosuke
- Hyō Kitazawa (ja) : Shin'ichi Horie
- Kō Mihashi (ja) : le père de Shin'ichi
- Tamae Kiyokawa (ja) : la mère de Shin'ichi
- Ranko Sawa : Yoko, la sœur aînée de Shin'ichi
- Heihachirō Ōkawa : Masuda, son petit ami
- Reiko Minakami : Michiko, la sœur cadette de Shin'ichi
- Chizuko Kanda : Kazuko, la collègue de Hiroko à la librairie